# (4017) Disneya
(4017) Disneya es un asteroide perteneciente al cinturón de asteroides, descubierto el 21 de febrero de 1980 por Liudmila Karachkina desde el Observatorio Astrofísico de Crimea (República de Crimea).

## Designación y nombre
Designado provisionalmente como 1980 DL5. Fue nombrado Disneya en honor al productor, guionista y animador estadounidense Walt Disney.